# Л'Офісель
«Л'Офісель» (фр. L'Officiel, укр. Офіційний) — жіночий глянцевий журнал про моду. Повна назва журналу звучить як «L'Officiel de la couture et de la mode de Paris» (що перекладається як «Офіційний вісник паризької моди, шиття і крою»). З'явився 1921 року, є найстарішим з нині поширених французьких модних видань. 1938 року першим з журналів моди опублікував кольорові фотографії. Видання орієнтоване на матеріально незалежних, освічених жінок у віці від 25 до 49 років. 2006 року мав наклад 101 719 примірників.

## Історія
«Л'Офісель» вперше було видано Андре Кастан'є в 1921 році. У 1932 році до журналу як художній керівник приєднався Жорж Жалу. Незабаром після цього «Л'Офісель» відкрив публіці таких дизайнерів, як П'єр Бальмен, Крістобаль Баленсіага, Крістіан Діор і Ів Сен-Лоран, і журнал став «біблією моди і високого суспільства».
Жалу пізніше став генеральним директором журналу і в кінцевому підсумку купив видання. У 1986 році він передав «Л'Офісель» трьом своїм дітям. Лоран став президентом Editions Jalou, Марі-Жозе отримала управління над редакційними матеріалами, а Максим став відповідальним за публікацію. Після смерті Лорана від серцевого нападу в січні 2003 року президентом компанії стала Марі-Жосе Сасскінд-Жалу. В останні роки видання зайняло більш молодий і енергійний підхід до моди.
Протягом вісімдесяти років журнал видавався тільки французькою мовою, але з 1996 року «Л'Офісель» стали ліцензувати свій бренд для використання його за кордоном. Сьогодні журнал видається в більш ніж сімдесяти країнах світу, зокрема, у Франції, Китаї, Туреччині, Індії, Японії, Бразилії, Греції, Арабських Еміратах, Росії, Україні та інших країнах.

## Структура журналу

### Орієнтири
Хіт-лист, must have, новини

### Акценти
Тренди, річ, огляд модних подій, у форматі fashion

### Персонажі
Філософія гардероба модної персони, ракурс, особистість

### Мистецтво
Новини, дайджест, інтер'єр, особистості, артвиставки

### Краса
Новини, тренди, образи, все для неї, дієта, місця

### Мода
Покази, про бренд / дизайнера в моді, інтерв'ю зі знаковою персоною в моді

### Константа
Відпочинок, місця, декор, шопінг, гурман, світська хроніка, модний гороскоп

## Інші видання

### L'Officiel Hommes
«Л'Офісель Ом» (фр. L'Officiel Hommes) — чоловіча версія журналу. Видається у Франції з 2005 року і виходить раз на три місяці. Журнал орієнтований на чоловіків, що цікавляться модою і стилем. З моменту створення керівництво над виданням взяв французький стиліст, фотограф і дизайнер Мілан Вукміровіч (Milan Vukmirovic). Він очолював «Л'Офісель Ом» протягом п'яти років, створив і відпрацював концепцію журналу, самостійно провів для нього безліч фотосесій.
12 травня 2011 журнал оголосив про призначення французького графітиста, власника паризького нічного клубу Le Baron, Андре Сарайва (англ. Andre Saraiva) на посаду креативного директора «Л'Офісель Ом».

### L'Officiel Voyage
«Л'Офісель Вояж» (фр. L'Officiel Voyage) — французьке видання, присвячене дорогим подорожам, видається з листопада 2005 року. Журнал публікує репортажі про нові маршрути і розповідає про те, як подорожувати розкішно і елегантно. У журналі також є рубрики, присвячені моді, новим технологіям і культурним подіям, які так чи інакше пов'язані з подорожами: огляди фільмів, музики, художніх виставок і літератури.

### L'Officiel Україна
Л'Офісель Україна — це жіночий журнал про моду. Видається з 2001 року в Україні. Журнал задає напрям в fashion-индустрії та індустрії краси і мистецтва. L'Officiel Україна видається ВД «Вавилон». Шеф-редактор: Анна Варава. Тираж: 30 000 екземплярів. Розповсюджується в містах-мільйонниках України (48.4 % тиражу — Київ).
Основними напрямками видання є: ексклюзивні матеріали про останні колекції, тенденції, репортажі з показів, історія моди, pret-a-porter і haute couture, живі інтерв'ю з провідними діячами світового та українського модного простору. А також творчі портрети, оригінальні фотоісторії, новини косметичного ринку класу «люкс», події, подорожі, мистецтво, гороскоп.

### L'Officiel Russia
«Л'Офісель» видається в Росії з 1997 року, його головним редактором і креативним директором з моменту заснування залишається Евеліна Хромченко. Багато в чому завдяки її підходу до роботи журнал став унікальним проектом серед інших модних видань. Евеліна, «жінка, яка знає про моду все, і навіть більше» поєднує редакторську діяльність з роботою на телебаченні і кіно. Вона є телеведучою програми «Модний вирок» на Першому каналі, лектором Вищої школи економіки та автором книги «Russian Style».
Відмінною рисою L'Officiel Russia від інших закордонний журналів є орієнтація на російського читача, через що журнал практично не містить перекладних статей, фотосесії та інші матеріали також створюються власними зусиллями. Евеліна Хромченко зізнається, що пише деякі статті сама, використовуючи псевдоніми.
«Л'Офісель» став першим журналом, який опублікував фотографії з показів Russian Fashion Week і Московського Тижня моди. Журнал відкрив публіці нових дизайнерів, серед яких виділяють Дениса Симачева, Ігоря Чапурина і Альону Ахмадулліну. А модельєри Віка Газінская і Дмитро Логінов колись працювали в «Л'Офісель» стилістами. У фотосесіях російської версії журналу брали участь перші російські fashion-фотографи.
У російському «Л'Офісель» працюють позаштатні автори з абсолютно різних сфер, до їх числа належать актриса Інгеборга Дапкунайте, актор і підприємець Степан Михалков, письменниці Серафима Чеботар і Оксана Робскі, Варвара Ремчукова і телеведуча Саті Співакова. З журналом співпрацював також мистецтвознавець і телеведучий Віталій Вульф.

### L'Officiel Central Asia
В Узбекистані 10 жовтня 2010 відбувся запуск власної версії «Ікони стилю та моди»
L'Officiel Central Asia — це центральноазійська версія, створена Видавничим домом Zamin Press за безпосередньої участі авторитетного Видавничого дому Les Editions Jalou, ретельно трансформована з позиції сприйняття азійського читача, яка буде все більше і більше збагачуватися матеріалами про центральноазіатською модну культуру Узбекистану, Казахстану, Киргизстану, Таджикистану та Туркменістану.